# 豆沙窩餅
豆沙窩餅是一道中國上海菜的甜點，先以麵粉和雞蛋製成的薄餅皮，再包著紅豆豆沙的餡料，然後煎炸成金黃色，切件後便可食用。豆沙窩餅以外皮薄脆和餡料不太甜為上品。